# Sphaerodactylus corticola
Sphaerodactylus corticola är en ödleart som beskrevs av Garman 1888. Sphaerodactylus corticola ingår i släktet Sphaerodactylus och familjen geckoödlor.
Arten förekommer endemisk i Bahamas. Den lever nästan på alla öar som ingår men berättelser om fynd på Conception Island är omstridda. Sphaerodactylus corticola vistas nära havet i torra miljöer som stränder och samhällen. Den besöker även kokosnötodlingar.
Individerna gömmer sig ofta under stenar, i grottor eller i vägtrummor.
Denna gecko är en kulturföljare och det är inga hot mot beståndet kända. IUCN kategoriserar arten globalt som livskraftig.

## Underarter
Arten delas in i följande underarter:
- S. c. aporrox
- S. c. campter
- S. c. soter
- S. c. corticola